# Прилепска българска община
Прилепската българска община е гражданско-църковно сдружение на българите екзархисти в Прилеп, Османската империя, съществувало от 1825 до 1913 година, когато е закрита след Междусъюзническата война от новите сръбски власти.

## История

### Църковна и просветна борба до отделянето от Патриаршията
Прилеп е един от най-будните български градове, в които Българското възраждане започва още в началото на XIX век. Общината е създадена в 1825 година. До 1838 година прилепчани нямат църква в центъра на града и се черкуват в махалата Варош. В 1838 година с усилията на Христо Логотет е построена църквата „Свето Благовещение“. Българската църковно-училищна община поема българските учебни, църковни, брачни и други дела. Пръв председател на общината е Христо Логотет, а след смъртта му от 1852 г. дълги години е избиран хаджи поп Костадин Дингов.
В 1843 година общината строи в църковния двор първото модерно публично училище, което се издържа от нея. Дотогава в града има единствено частни килийни училища, които се задържат до 1870 година. След години на силен владишки натиск в общинското училище е допуснато и гръцкото частно училище. Първите преподаватели в „Българското народно училище“ са бившите частни учители Христо (Ристе), Коте, Наумче, поп Костадин Дингович, поп Ангел Смичков. В гръцкото училище, където учат куцовласите и някои българи, преподават Иван Жинзифов, Спиро Тончев, Петър Орлов, Димитър Миладинов, Григор Пърличев, Кузман Шапкарев.
Градът преживява икономически възход, отразен в Прилепския панаир, и има водеща роля в българската църковна борба. Първият некилиен учител в българското общинско училище е Йордан Хаджиконстантинов-Джинот (1858), последван от Васил Алексиев от Маврово, Никола Ганчев Еничерев. В 1866 година е открито девическо училище с първа учителка Неделя Петкова.

### От отделянето до Руско-турската война
В града е създадено и българско читалище „Надежда“, чиито членове основатели са хаджи Ив. Г. Кусев, Ив. М. Тошов, К. Попапостолов, Т. К. Кусев, Т. К. Кусевич, Т. Тошев, В. Н. Крапчев, Н. И. Биолчев, Коне Волчев, Н. Ристев, Д. Стефанов, Ив. Зердев, Спиридон Д. Пешков и Д. Зашев и председател Никола Еничерев. В 1867 година така наречената партия на младите около читалището овладява контрола върху църковно-училищното настоятелство, в което влизат: председател поп Костадин и членове Мирче Бомболов, Йосе Крапчев, Диме Грашев, Стефо Попев, Ицо Пешков, К. Марков, Ицо Лепавцов и влахът Митре Врета. Новата община повежда битка за изгонването на гъркоманите от българското училище и назначаването на Петър Орлов като учител по гръцки. Въпросът е решен от Патриаршията в Цариград, където се намира и митрополит Венедикт Византийски, в полза на разделението. Владиката донася решението лично в Прилеп и на 25 февруари 1868 година се опитва да отслужи служба на гръцки, която е прекъсната от населението и владиката е принуден да заповяда четене на евангелието на български. Така няколко пъти гръцките свещеници са гонени от църквата от населението, организирано от водача на партията на младите Тодор Кусев.
- Печати
- Българско училище „Св. Кириллъ и Методий“. Прилѣпъ 1843
- Бакалски еснафъ 1861
- Еснавъ анџıскı 1866
- Българско читалище. Прилѣпъ
- Казалийский смѣс. дух. съвѣтъ. Прилѣпъ 1898
- Печат на махала „Битолско джаде“, 1907 г.

На 25 март 1869 година е избрана нова община от 12 члена, която вече се именува „Прилепска българска община“: хаджи поп Костадин Дингович, хаджи Мирче Бомбол, хаджи Ангеле Хаджиилиев, Йосе М. Крапчев, Спиро Попев, Йовче Хаджитошов, Стоян Ропотоец, Даме Хаджинаумче, Георги Протоколев, Илия Пипиерков, Коста Гезов, Спиро Д. Пешков и Диме Биолчев, като писар е Илия Д. Здравев. Нова община къса всякакви отношения с битолския гръцки владика и поддържа контакти с българския Архиерейски събор в Цариград. На 11 май 1870 година тържествено е отпразнуван денят на Св. св. Кирил и Методий и архимандрит Кирил ослужва литургията с владишкия жезъл. В Богослужението вместо името на владиката се пее: „болгарскому свѧщеноначалству и прѣосвѧщеннейшимъ и богоизбраннымъ архипастирѧмъ всѣчестной болгарской церкви, всѣчестнныхъ екзарховъ, составлѧющихъ собора всѣѧ Болгарiй, нашимъ же отцамъ и архипастирѧмъ, многаѧ лѣта“. Гъркоманите получават 25 000 гроша от българите, за да си построят нова църква и в 1871 г. е построена „Свето Преображение Господне“.
В 1871 година в Прилеп се състои първият български учителски събор. Прилепският представител на Първия църковно-народен събор в 1871 година Тодор Кусев е един от най-активните участници в събора и работи усилено за прилагане на член № 10 от фермана за Екзархията и за изпращане на български владика в Битоля – основна цел на Прилепската община. Кусев се заема с изработване на Правилник за реда и управлението на Прилепската българска църковна община, слага архива в ред, организира избор на ръководство и водене на протоколна книга. Общината подготвя прошение до Високата порта от страна на българското население в града и околията, подписано и подпечатано от свещениците и кметовете на града 110 села, които молят да бъдат причислени към ведомството на Българската екзархия:
| „ | ...в нашата Пелагонийска епархия има повече от 12000 фамилии, които е известно на В. Величество, по свое собствено желание и добра воля, желят да минат под ведомството на Българската екзархия. Ето защо, понеже според фермана това число надминава две трети от християнското население на епархията ни, най-смирено Ви молим, щото въз основа на същия ферман да ни ощасливите и зарадвате като ни причислите към духовното ведомство на Българската екзархия. | “ |

Общината се изказва против предлаганото от патриарх Антим VI Константинополски разделение на Пелагонийска епархия, при което Прилепска каза става екзархийска, а Битолска остава патриаршистка. За владика общината предлага първо Панарет, после Григорий Хилендарски, но тези кандидатури не срещат одобрението на властите и общината се спира на Евстатий Зографски, който е ръкоположен за пелгонийски владика на 20 септември 1872 г., но след протест на Патриаршията е изпратен в Нишавската епархия.
Битката между старите и младите в общината отново се разгаря, като първите се възползват от отпътуването на Тодор Кусев за Цариград и на Димитър Биолчев по търговия и успяват да затворят читалището. В 1871 година членове на общината са Мирче Бомбол, Йоне Герокар, Д. Хаджиилия, К. Мартин, Илия Кандарджия, Й. К. Марков, хаджи К. Митрев и Йовче Тошевски, а на 28 януари 1872 г. към тях се прибавят и Христо Фукара, Йовче Мойсов, Гьорче Нолетов, Наумче Цървенков, Йосиф Крапчев и Илия Кочов, председател е Костадин Дингов, а писар е Тодор Кусев. На 30 януари общината приема и свой правилник, базиран на демократични принципи на взимане на решение.
В този период общината развива и училищното дело – отворено е класно училище при централното и след Никола Ганчев са условени за учители Йосиф Ковачев и Кузман Шапкарев, отворено е и ново училище във Вароша. Прилепската община е една от най-активните български общини в Македония – поддържа Битолската, която обвинява в бездейност, при отказването на Крушево от Патриаршията изпраща там двама свещеници, а Солунската в 1872 г. я моли за помощ за построяване на училище.

### От 1878 до 1913 г.
По време на Руско-турската война Прилепската община изпитва известни затруднения. През май 1878 година Христо Хаджиильов и Христо Фукара от името на Прилепската община подписват Мемоара на българските църковно-училищни общини в Македония, с който се иска присъединяване на Македония към новообразуващата се българска държава.
След войната общината бързо се възстановява под председателството на поп Константин. За развитието на училищното дело в града изключително допринася замонашилият се Кусев, който е екзархийски протосингел и наместник. Общината издържа градските първоначални училища и донякъде четирикласното училище (реалката). В него в 1882 – 1883 година за главен учител е условен Пантелей Баджов, а за учители Г. Милков и Григор Алексиев. В Прилеп преподават и Васил Карайовев, Ст. Минчев, Тодор Танев, А. Кушев.
В писмо от 5 май 1881 година до Екзарх Йосиф във връзка с просветното дело българската прилепска община пише:
| „ | Понастоящем Македония има голема нужда от много учители. Битолката и Солунската гимназии наистина ще принесат голема полза, но те не ще бъдат в състояние да удовлетворят в кратко време въпиющата нужда на Македония. Ако има некой град в Македония, който да може да удовлетвори в кратко време въпиющата нужда, той е Прилеп, град с честно и чисто българско население, с жители по патриоти и по-ученолюбиви от другите македонски градове. | “ |

Общината в 1882 – 1883 година под ръководството на поп Спас Игуменов постига големи успехи: успява да устрои финансовото положение на църквата така, че да има приход от 100 – 150 лири, урежда манастира Трескавец и възнамерява да построи ново девическо училище и сиропиталище.
В 1884 година е избран нов състав на общината: Яков Казанджиев, Константин Игойчев, Христо Грашев, Иван М. Мирчев, Атанас Каранушков, Георги Богданов, Здраве Киремидчия, Константин Небреклиев, Никола Биолчев, Христо Янкулев, Костадин Понев, Иван Чердев и Деремити Тошев. През февруари 1885 година е избрана нова община с председател поп Спас. На 6 май 1885 година общината тържествено с шествие до училището и молебен отбелязва стогодишнината от смъртта на Свети Методий.
През 1893 година главният секретар на Българската екзархия Атанас Шопов пише следното за общината:
| „ | Прилепската община е една от най-силните български общини във вилаетите; нейните църковно-училищни дела са били всякога сравнително добре наредени... Не видях никъде община с такъв авторитет в населението, каквото прилепската. Като кажат: „Така е общината решилаǃ“ - и свърши се, това е ненарушим закон. | “ |

От 1910 до 1913 година архиерейски наместник на общината е свещеник Иван Антонов. След избухването на Балканската война през 1912 година Антонов открито се противопоставя на противобългарската асимилаторска политика на новите сръбски власти, за което е арестуван. След него са арестувани и 32 души от най-видните граждани и учители. 16 души учители и 7 учителки са заставени да напуснат града, заради отказа си да приемат сръбска служба.
Документи на Прилепската българска община дълги години са съхранявани от Наум Кьофкаров, осиновен син на стария Кьофкар, член на възрожденската община. По-късно той ги предава за публикуване.